# Дибаг, Мамут
Маму́т Диба́г (крымскотат. Mamut Dibağ, Мамут Дибагъ; 1905—1942) — крымскотатарский писатель, драматург.

## Биография
Родился 1905 года в Бахчисарае в семье Челеби Османа, владельца кожевенных цехов в Бахчисарае. Старший из трёх братьев, средний Якуб (1907), младший Амза (1913). С установлением советской власти семья потеряла свою собственность и опасаясь репрессий, оставила Бахчисарай, переселившись в Симферополь.
Первый рассказ «Концерт» Мамут напечатал в 1938 году. На конкурсе Союза писателей и редакции газеты «Красный Крым» это произведение получило вторую премию. С началом Второй мировой войны, несмотря на плохое здоровье, Мамут Дибаг добровольцем отправляется на фронт. Погиб в 1942 году во время обороны Севастополя.

## Творчество

### Рассказы
- «Концерт» («Kontsert»).
- «По следам гостя» («Musafirniñ peşinden»).
- «Пчелы» («Balqurtlar»).
- «Феррат» («Ferat»).
- «Каменная невестка» («Taş dudu»).

### Пьесы
- «Тайное сватовство» («? Gizli nişan»).